# Norman Marshall Villeneuve
Norman Marshall Villeneuve (* 29. Mai 1938 in Montreal; † 9. Juli 2025 ebendort) war ein kanadischer Jazzmusiker (Schlagzeug), der in der Musikszene von Montreal und später von Toronto aktiv war.

## Leben und Wirken
Villeneuve, der zunächst als Steptänzer und Sänger begann, erhielt ab dem achten Lebensjahr bei Daisy Peterson Sweeney (der Schwester von Oscar Peterson) Klavierunterricht. Daneben brachte er sich autodidaktisch das Schlagzeugspiel bei. Mit 14 Jahren begann er auf der Jazzszene Quebecs als Schlagzeuger. In den 1960er und 1970er Jahren spielte er in den Bands zahlreicher Jazzclubs von Montreal, wo er zahlreiche durchreisende Musiker begleitete. Mit Oliver Jones tourte er durch Nord- und Lateinamerika. Für seine Arbeit auf dem Jones-Album Just in Time erhielt er den Félix Award.
1974 zog er nach Toronto, wo er bald ebenfalls eine zentrale Rolle in den Clubs innehatte. Viermal war er in der Reihe Sound of Toronto Jazz bei Konzerten mit unterschiedlichen Gruppen zu erleben: mit dem Terry Lukiwski Quartet (1980), mit dem Martin Franklin Quartet (1983), mit seinem Norman Marshall Villeneuve Sextet (1991) und mit dem Ken Fornetran Quartet (1993). Mit seinem Sextett ging er 1991 kanadaweit auf Tournee und nahm 1992 sein Debütalbum Jazz Message auf. Im selben Jahr wirkte er bei Junior Mances Album Here 'Tis (Play the Music of Dizzy Gillespie) mit. In den 1990er-Jahren spielte er ferner mit Ken Skinner and the Jazzmongers, mit Oliver Jones und Reg Schwager (Portraits in Jazz (A Tribute to Wes Montgomery)), um 2010 in der Begleitband der Sängerin Ori Dagan (S’Cat Got My Tongue). Im Bereich des Jazz war er zwischen 1992 und 2010 an acht Aufnahmesessions beteiligt.
2012 etablierte er den Norman Marshall Villeneuve Percussion Award als Auszeichnung, die alljährlich an Nachwuchstalente verliehen wurde. Ende 2013 zog er nach Montreal zurück. 2018 erhielt Villeneuve beim International Drum Fest in Quebec City einen Preis für sein Lebenswerk.
Am 9. Juli 2025 verstarb er im Lachine Hospital in Montreal nach einem Gehirnaneurysma.

## Diskographische Hinweise
- Norman Marshall Villeneuve: Montreal Sessions (Independent, rec. 1963, ed. 2017)